# Confederació del Nord, Centreamèrica i el Carib de Futbol Associació
La Confederació del Nord, Centreamèrica i el Carib de Futbol Associació (CONCACAF) és l'organisme encarregat de dirigir el futbol a Amèrica del Nord, Amèrica Central i al Carib. A més de les seleccions d'aquests territoris, formen part de la CONCACAF tres territoris sud-americans, Guyana, Surinam i la Guaiana Francesa. Es va fundar el 1961. Està afiliada a la FIFA.

## Federacions Regionals de la CONCACAF
La CONCACAF es divideix en tres Federacions Regionals: la Unió Nord-americana de Futbol (NAFU), la Unió Caribenya de Futbol (CFU) i la Unió Centreamericana de Futbol (UNCAF). La CONCACAF té 41 membres: 28 membres del Carib, 7 de Amèrica Central, 3 de Amèrica del Nord, i 3 de Amèrica del Sud.

## Classificats de la CONCACAF per als diversos Mundials
Onze dels membres de CONCACAF s'han classificat per a la Copa del Món i només cinc d'ells s'han qualificat més d'una vegada.
Llegenda
- 1r  – Campió
- 2n  – Subcampió
- 3r  – Tercer lloc[3]
- 4t  – Quart lloc
- QF – Quarts de Final
- R16 – Vuitens
- FG – Fase de grups
- • — No es va classificar
- — No va entrar / es va retirar / Prohibit
- — Amfitrions

| Equip             | 1930 (13) | 1934 (16) | 1938 (15) | 1950 (13) | 1954 (16) | 1958 (16) | 1962 (16) | 1966 (16) | 1970 (16) | 1974 (16) | 1978 (16) | 1982 (24) | 1986 (24) | 1990 (24) | 1994 (24) | 1998 (32) | 2002 (32) | 2006 (32) | 2010 (32) | 2014 (32) | 2018 (32) | 2022 (32) | 2026 (48) | Total | inclou classificació. |
| ----------------- | --------- | --------- | --------- | --------- | --------- | --------- | --------- | --------- | --------- | --------- | --------- | --------- | --------- | --------- | --------- | --------- | --------- | --------- | --------- | --------- | --------- | --------- | --------- | ----- | --------------------- |
| Mèxic             | FG        | •         |           | FG        | FG        | FG        | FG        | FG        | QF        | •         | FG        | •         | QF        |           | R16       | R16       | R16       | R16       | R16       | R16       | R16       |           |           | 16    | 19                    |
| Estats Units      | 3r        | R16       |           | FG        | •         | •         | •         | •         | •         | •         | •         | •         | •         | GS        | R16       | FG        | QF        | FG        | R16       | R16       | •         |           |           | 10    | 20                    |
| Costa Rica        |           |           |           |           |           | •         | •         | •         | •         | •         | •         | •         | •         | R16       | •         | •         | FG        | FG        | •         | QF        | FG        |           |           | 5     | 16                    |
| Hondures          |           |           |           |           |           |           | •         | •         | •         | •         |           | FG        | •         | •         | •         | •         | •         | •         | FG        | FG        | •         |           |           | 3     | 14                    |
| El Salvador       |           |           |           |           |           |           |           |           | FG        | •         | •         | FG        | •         | •         | •         | •         | •         | •         | •         | •         | •         |           |           | 2     | 13                    |
| Cuba              |           | •         | FG        | •         |           |           |           | •         |           |           | •         | •         |           | •         |           | •         | •         | •         | •         | •         | •         |           |           | 1     | 13                    |
| Haití             |           | •         |           |           | •         |           |           |           | •         | FG        | •         | •         | •         |           | •         | •         | •         | •         | •         | •         | •         |           |           | 1     | 14                    |
| Canadà            |           |           |           |           |           | •         |           |           | •         | •         | •         | •         | FG        | •         | •         | •         | •         | •         | •         | •         | •         |           |           | 1     | 14                    |
| Jamaica           |           |           |           |           |           |           |           | •         | •         |           | •         | •         |           | •         | •         | FG        | •         | •         | •         | •         | •         |           |           | 1     | 12                    |
| Trinitat i Tobago |           |           |           |           |           |           |           | •         | •         | •         | •         | •         | •         | •         | •         | •         | •         | FG        | •         | •         | •         |           |           | 1     | 14                    |
| Panamà            |           |           |           |           |           |           |           |           |           |           | •         | •         | •         | •         | •         | •         | •         | •         | •         | •         | FG        |           |           | 1     | 11                    |
| Total             | 2         | 1         | 1         | 2         | 1         | 1         | 1         | 1         | 2         | 1         | 1         | 2         | 2         | 2         | 2         | 3         | 3         | 4         | 3         | 4         | 3         | 3 o 4     | TBD       | 42    | –                     |

## Competicions que organitza
- Copa d'Or de la CONCACAF (seleccions)
- Copa d'Or de la CONCACAF femenina (seleccions)
- Copa de Nacions de la UNCAF (seleccions de Centreamèrica)
- Caribbean Cup (seleccions del Carib)
- Champions League de la CONCACAF (per a clubs)
- Torneo Interclubes de la UNCAF (per a clubs de Centreamèrica)
- CFU Club Championship (per a clubs del Carib)
- Superlliga Nord-americana de futbol (per a clubs de Nord-amèrica): Torneig no organitzat per CONCACAF però avalat per aquesta.
- Copa de Campions de la CONCACAF (desapareguda, per a clubs)
- Recopa de la CONCACAF (desapareguda, per a clubs)
- Copa Gegants de la CONCACAF (Giants Cup) (desapareguda, per a clubs)